# Carlo Brunet
Carlo Alessandro Brunet (Cuneo, 15 novembre 1809 – Cuneo, 10 ottobre 1893) è stato un politico italiano.
Fu Deputato del Regno di Sardegna, del Deputato del Regno d'Italia e successivamente Senatore del Regno dalla XVI legislatura.